# بيرت كولينز
بيرت كولينز (بالإنجليزية: Burt Collins)‏ هو موسيقي أمريكي، ولد في 27 مارس 1931 في نيويورك في الولايات المتحدة، وتوفي في 24 فبراير 2007.

## روابط خارجية
- بيرت كولينز على موقع ميوزك برينز (الإنجليزية)
- بيرت كولينز على موقع أول ميوزيك (الإنجليزية)
- بيرت كولينز على موقع ديسكوغز (الإنجليزية)